# Pride (episodio de Wilfred)
«Pride» (En español «Orgullo») es el séptimo episodio de la primera temporada de la serie de televisión de humor negro Wilfred. Se estrenó originalmente en los Estados Unidos el 4 de agosto de 2011.En el episodio Intereses amorosos llegan a la vida de Ryan y Wilfred.

## Cita del comienzo
"En general, el orgullo es el origen de todas las grandes equivocaciones"
Steven H. Coogler'

## Argumento
Por la mañana Kristen le dice a Ryan que le debe 60 dólares por el regalo para su tía Sandy, Ryan se sorprende, Kristen asegura que él está en problemas económicos frente a la negativa de Ryan. Ella ofrece prestarle dinero pero él acepta. Mientras Ryan y Wilfred se dirigen hacia el centro comercial, Wilfred le platica que la relación que tiene él con Oso va cada vez más decayendo, y Ryan comenta acerca de su difícil situación económica, añadiendo que no piensa pedirle prestado a Kristen ya que le parece demasiado humillante. Al buscar un modo de tener dinero, Wilfred hace que Ryan impacte el automóvil contra otro, para así poder demandarlo. Wilfred ve que en el auto que impactaron hay una jirafa de peluche y le llama la atención a él. La señora del auto dañado cita a Ryan en sus oficinas para hablar acerca del tema, Wilfred se emociona por que de nuevo vera a la jirafa de peluche a la cual llamó "Raffi".
Estando en sus oficinas ella recibe la llamada de su exesposo acerca del cuidado de su hijo el fin de semana. Al ver que el costo total del impacto son 4.800 dólares, Wilfred le sugiere que "Pagué" ofreciendo otra alternativa como tener sexo con ella, Ryan pronto comienza a elogiarla y se quedan a ver en una cita en casa de ella donde conoce que se llama Beth. Al día siguiente, Ryan se prepara para la cena y dice a Wilfred que no será nada sexual, él entonces le sugiere que llame a su hermana, "Se trague el orgullo" , le pida dinero y así finalizaría la situación. Ryan toma valor y decide ir a la cita.
En la cita, Beth muestra una actitud "coqueta" hacia Ryan quién trata de evadirla, Wilfred lo convence de tiene que hacerlo para no tener que pagar y evitarse pedirle dinero a Kristen, entonces Beth se dirige hacia la habitación de su hijo Tayler quién está casi dormido. Al volver comienza a besar a Ryan y ambos se dirigen a la habitación de ella donde comienzan a desnudarse, mientras Wilfred esta con Raffi. Beth le dice que la única manera de que llegué al orgasmo es través del sexo oral. Pero él pide tiempo para ir al baño donde se encuentra a Wilfred y tienen una pequeña discusión sobre lo que pide Beth, Al regresar ella ya esta dormida, Ryan con mucho cuidado se acuesta y se duerme.
Más tarde, Beth le cuenta que estuvo asombroso la noche pasada, Ryan al no saber que es lo que se refiere se da cuenta de que Wilfred fue quién hizo cierto acto a ella. En casa, Wilfred le miente a Oso acerca de donde fueron la pasada noche. Ryan le reclama el haberse metido con ella y Wilfred pide volver a repetirlo esa misma noche, para poder ver nuevamente a "Raffi". Mientras Ryan está refrescándose recibe la llamada de Beth quién agradece las flores que le envió y cita nuevamente a Ryan, él va y reclama a Wilfred. En la cita Ryan le dice a Beth que él no ve futuro en su relación y hace que ella firme un contrato donde se le absuelve de cualquier relación con el accidente. De nuevo en cama, Beth nota que no es lo mismo de la noche anterior, Ryan le convence de que lo hizo tan excitante debido a que ella estaba dormida y le sugiere que lo vuelva a hacer, él desesperado va por Wilfred quién está encadenado por Raffi y le pide que vuelva a hacerlo. Wilfred acepta, pero con una condición, él dice que Raffi quiere que Ryan tenga sexo con ella mientras Wilfred ve. Cuando está a punto de hacerlo con Raffi, Taylor los ve y acude rápido con Beth, Ryan al fin acepta pedirle prestado a Kristen y se marchan de la casa. Al día siguiente, Wilfred tiene un Oso con piel como la una de jirafa.

## Recepción

### Audiencia
El episodio fue visto por 1.40 millones de personas en su estreno original en FX.

### Recepción crítica
Kenny Herzog de The A.V Club dio al episodio un "B+" comentando: "Entiendo que Wilfred no es para todos, es de por sí un facsímil del original de Australia y, en virtud de su condición de novato, tiene que ganar la cantidad del fondo de comercio vecino. no les va como Louie ha engendrado merecidamente."
Matt Richenthal de TV Fanatic dio un 2.2 sobre 5: "¿Alguien se ríen de Wilfred iendo abajo con el personaje de la estrella invitada Jane Kaczmarek? ¿O cualquier cosa que implica Oso? Es humor de choque que no es tan sorprendente cuando es la misma broma básica y otra vez."